# 1341 Edmée
1341 Edmée là một tiểu hành tinh vành đai chính với chu kỳ quỹ đạo là 1659.1377913 ngày (4.54 năm).
Tiểu hành tinh được phát hiện ngày 27 tháng 1 năm 1935.